# Takeichi Harada
Takeichi Harada (jap. 原田武一 Harada Takeichi; ur. 16 maja 1899 w Osace, zm. 12 czerwca 1978 w Kurashiki) – japoński tenisista, reprezentant w Pucharze Davisa.

## Życiorys
Zaliczał się do czołówki światowej w drugiej połowie lat 20. XX w. Podobnie jak jego rodacy Ichiya Kumagae i Zenzo Shimizu przebywał przez dłuższy czas w Stanach Zjednoczonych, w związku z czym klasyfikowany był w rankingu amerykańskim – w 1925 na 7. miejscu, rok później na 3. miejscu (jedynie za Billem Tildenem i innym zagranicznym tenisistą, Manuelem Alonso). W rankingu światowym, publikowanym przez pismo „Daily Telegraph”, Harada zajmował 10. miejsce w 1925 i 7. miejsce w 1926. Był rozstawiany w największych turniejach, w tym na Wimbledonie. Nie odniósł jednak większych sukcesów w imprezach wielkoszlemowych, odpadając najdalej w III rundzie – na mistrzostwach Francji w 1930 z Harrym Hopmanem, na Wimbledonie w 1924 z Vincentem Richardsem i w 1930 z Colinem Gregorym, na mistrzostwach USA w 1925 z Vincentem Richardsem i w 1927 z René Lacoste.
W latach 1924–1930 Harada był wiodącym graczem japońskim w Pucharze Davisa. Przyczynił się m.in. do awansu reprezentacji do finału międzystrefowego w 1926 i 1927. Łączny bilans jego daviscupowych występów to 27 zwycięstw i 12 porażek, a w ramach tych rozgrywek pokonał m.in. Manuela Alonso, Geralda Pattersona, Jana Koželuha, Giorgio De Stefaniego, Umberto De Morpurgo. W finale międzystrefowym w 1926 odniósł zwycięstwa nad René Lacoste i Henri Cochetem, ale nie wystarczyło to do wygranej reprezentacji. W 1955 i 1956 pełnił funkcję kapitana reprezentacji daviscupowej.
Startował także w igrzyskach olimpijskich w Paryżu w 1924. W grze pojedynczej odpadł w ćwierćfinale z Włochem De Morpurgo 4:6, 1:6, 1:6, w grze podwójnej – w parze z Tadashi Okamoto – w II rundzie.